# El dragón (álbum)
El dragón es el tercer álbum de estudio de la cantante y bailarina española Lola Índigo. Fue lanzado al mercado el 14 de abril de 2023 a través de su sello discográfico Universal Music Spain. El disco contiene once temas y cuenta con la participación de María Becerra, Sael, Luis Fonsi, Emilia y Quevedo.

## Antecedentes
Durante 2022 Indigo declaró que estaba trabajando en su próximo disco. Durante ese año lanzó varios sencillos. En febrero, "Las Solteras", se convirtió en el  primer single de una nueva era, donde Lola experimentaría nuevos sonidos junto al productor David Marley, además esta canción se posicionó en el número 83 en las listas españolas. En junio, lanzó el sencillo "Animal" representado con un 1 en posición de la i (AN1MAL), esta fue la canción que abrió una nueva era y dando a entender que el número 1 del título siginifaca el comienzo del álbum. Más tarde, en agosto, junto a María Becerra se estrenó Discoteka una canción que logró posicionar a Lola en las listas españolas y argentinas y convirtiéndose en una de las canciones del verano de 2022. A principios de 2023, Índigo colaboró con el cantante Luis Fonsi en Corazones Rotos, que fue certificado Disco de Oro en su país de origen y cumpliendo su sueño de colaborar con uno de sus artistas favoritos. Tras estrenarla en el Coca-Cola Music Experience 2022, por petición de sus fans, Lola publicó La Santa como quinto single, creando su primer videoclip en vertical.
El 2 de noviembre de 2022, Lola anunció su nuevo álbum a través de sus redes sociales, a partir de ahí Lola continuó subiendo fotos de esta era, el 19 de marzo de 2023 Lola publicó en exclusiva la fotoportada de su disco El Dragón además desde el 1 de abril hasta el 11 de abril de 2023, Lola subía un pequeño snippet de cada una de las canciones de su álbum hasta su lanzamiento, ofreciendo un pequeño contenido exclusivo a sus seguidores.
El álbum se publicó el 14 de abril de 2023 junto al single con Quevedo llamado El Tonto, el álbum fue muy bien recibido, tanto como para las críticas como para el público general, la canción logró posicionarse en el número uno de Youtube, Spotify, Listas de ventas, Apple Music... Logrando el primer número uno de toda la carrera de Lola y consiguiendo ser disco de platino en su país a tan solo dos semanas de su lanzamiento. En mayo Lola regaló a sus fans el videoclip de Turismo junto a Sael que había grabado en Buenos Aires, Argentina, para después adentrarse de pleno en la gira promocional del álbum, El Dragón Tour.

## Lista de canciones
Todas las canciones del álbum están escritas en mayúsculas originalmente.

| N.º   | Título                             | Escritor(es) | Productor(es)                                     | Duración |  |
| 1.    | «An1mal»                           | Miriam Doblas Muñoz · Andrés Torres · Mauricio Rengifo                                                                                  | Mauricio Rengifo · Andrés Torres                  | 2:44     |  |
| 2.    | «Discoteka» (con María Becerra)    | Doblas · Daniel Ismael Real · María Becerra · Estéfano Berciano Garduño                                                                 | Nabález · Yera                                    | 2:54     |  |
| 3.    | «La santa»                         | Doblas · Andrés Torres · Mauricio Rengifo                                                                                               | Andrés Torres · Mauricio Rengifo                  | 2:45     |  |
| 4.    | «Turismo» (con Sael)               | Doblas · Santiago Elias Mercado Gómez (Sael)                                                                                            | Sael · Matee                                      | 3:26     |  |
| 5.    | «Slowmotion»                       | Doblas · Eduardo Mario Ebratt Troncoso ·Miguel Ángel Ospino Herrera                                                                     | Yera                                              | 3:03     |  |
| 6.    | «Corazones rotos» (con Luis Fonsi) | Doblas · Andy Clay · Eduardo Borges · Estéfano Berciano Garduño · Luis Fonsi · Omar Luis Sabino · Valentina Rico                        | Andy Clay · Tunvao · Joel Iglesias · Luis Salazar | 3:50     |  |
| 7.    | «Para olvidarme de ti»             | Doblas · Bhavik Pattani · Estéfano Berciano Garduño · Maegan Cottone · Marc Montserrat Ruiz · Pedro Elipe Navarro                       | Bhav · Tunvao                                     | 2:40     |  |
| 8.    | «Las solteras»                     | Doblas · Chris Zadley · David Rodríguez González · Eva Ibañez                                                                           | David Marley                                      | 2:29     |  |
| 9.    | «Ultravioleta» (con Emilia)        | Doblas · Daniel Ismael Real · Enzo Ezequiel Sauthier · Estéfano Berciano Garduño · María Emilia Mernes · Mauro Ezequiel Lombardo        | Big One · Tunvao                                  | 2:41     |  |
| 10.   | «El tonto» (con Quevedo)           | Doblas · Pedro Luis Domínguez Quevedo · Antonio José Rayo Gibo · Estéfano Berciano Garduño · Marc Montserrat Ruiz · Pedro Elipe Navarro | Rayito · Tunvao                                   | 3:07     |  |
| 11.   | «Dragón»                           | Doblas · Belén Aguilera · Daniel Ismael Real · Manuel Lara                                                                              | Manuel Lara                                       | 3:29     |  |
| 33:38 |                                    | |                                                   |          |  |

## Gira de conciertos
La gira de presentación del álbum comenzó el 6 de mayo de 2023 en el WiZink Center de Madrid, aunque Lola ya había dado 5 shows a inicio de año en Latinoamérica. Hasta la fecha Lola realizará 26 conciertos.
Un concierto donde se reúnen las canciones de sus tres álbumes, lleno de sorpresas, efectos especiales, música y mucho baile.

## Posicionamiento en listas
| Lista (2023)        | Mejor Posición |
| ------------------- | -------------- |
| España (PROMUSICAE) | 1              |